# Burni Relas
Burni Relas är ett berg i Indonesien.   Det ligger i provinsen Aceh, i den västra delen av landet, 1 600 km nordväst om huvudstaden Jakarta. Toppen på Burni Relas är 2 310 meter över havet.
Terrängen runt Burni Relas är kuperad åt nordost, men åt sydväst är den bergig.Runt Burni Relas är det glesbefolkat, med 10 invånare per kvadratkilometer. I omgivningarna runt Burni Relas växer i huvudsak städsegrön lövskog.